# Памятники Тарасу Шевченко
Памятники Тарасу Григорьевичу Шевченко установлены во многих городах мира, как во всех регионах Украины, так и во многих городах на всех континентах (кроме Африки).
Среди наиболее известных шевченковских памятников — мемориал Тараса Шевченко в Вашингтоне (США), монумент в столице Австралии в виде кобзы, памятники в Оттаве (Канада), Париже (Франция), Буэнос-Айресе (Аргентина), Праге (Чехия), Риге (Латвия), Будапеште (Венгрия), Варшаве (Польша), Риме (Италия) и многих других городах мира. Примечательны также памятник в Санкт-Петербурге (подарок городу от канадского архитектора украинского происхождения Лео Мола), в котором Тарас Григорьевич провёл значительную часть своей жизни, и памятник в Актау (ранее — г. Шевченко, Казахстан), где украинский поэт находился в ссылке.

## Украина
- Могила Тараса Шевченко (близ Канева)
- Памятник Тарасу Шевченко (Балаклея)
- Памятник Тарасу Шевченко (Великая Белозёрка)
- Памятник Тарасу Шевченко (Горловка)
- Памятник Тарасу Шевченко (Дергачи)
- Памятник Тарасу Шевченко (Днепр)
- Памятник Тарасу Шевченко (Донецк)
- Памятник Тарасу Шевченко (Заболотов)
- Памятник Тарасу Шевченко (Киев)
- Памятный знак Тарасу Шевченко в Киево-Печерской лавре (2014)
- Памятник Тарасу Шевченко (Ковель)
- Памятник Тарасу Шевченко (Краматорск)
- Памятник Тарасу Шевченко (Кременец)
- Памятник Тарасу Шевченко (Лозовая)
- Памятник Тарасу Шевченко (Луганск)
- Памятник Тарасу Шевченко (Луцк)
- Памятник Тарасу Шевченко (Львов)
- Памятник Тарасу Шевченко (Никополь)
- Памятник Тарасу Шевченко (Марганец)
- Памятник Тарасу Шевченко (Покров)
- Памятник Тарасу Шевченко (Мариуполь)
- Памятник Тарасу Шевченко (Марьинка)
- Памятник Тарасу Шевченко (Мелитополь)
- Памятник Тарасу Шевченко (Николаев)
- Памятник Тарасу Шевченко (Новая Каховка)
- Памятник Тарасу Шевченко (Звягель)
- Памятник Тарасу Шевченко (Одесса)
- Памятник Тарасу Шевченко (Полтава)
- Памятник Тарасу Шевченко (Ромны)
- Памятник Тарасу Шевченко (Сарны)
- Памятник Тарасу Шевченко (Северодонецк)
- Памятник Тарасу Шевченко (Славянск)
- Памятник Тарасу Шевченко (Соколов)
- Памятник Тарасу Шевченко (Стратин)
- Памятник Тарасу Шевченко (Тернополь)
- Памятник Тарасу Шевченко (Умань)
- Памятник Тарасу Шевченко (Харьков)
- Памятник Тарасу Шевченко (Червоноград)
- Памятник Тарасу Шевченко (Черкассы)
- Памятник Тарасу Шевченко (Чернигов)
- Памятник Тарасу Шевченко (Измаил)
- Памятник Тарасу Шевченко (Павлоград)

## Галерея

Памятник Шевченко в Луганске
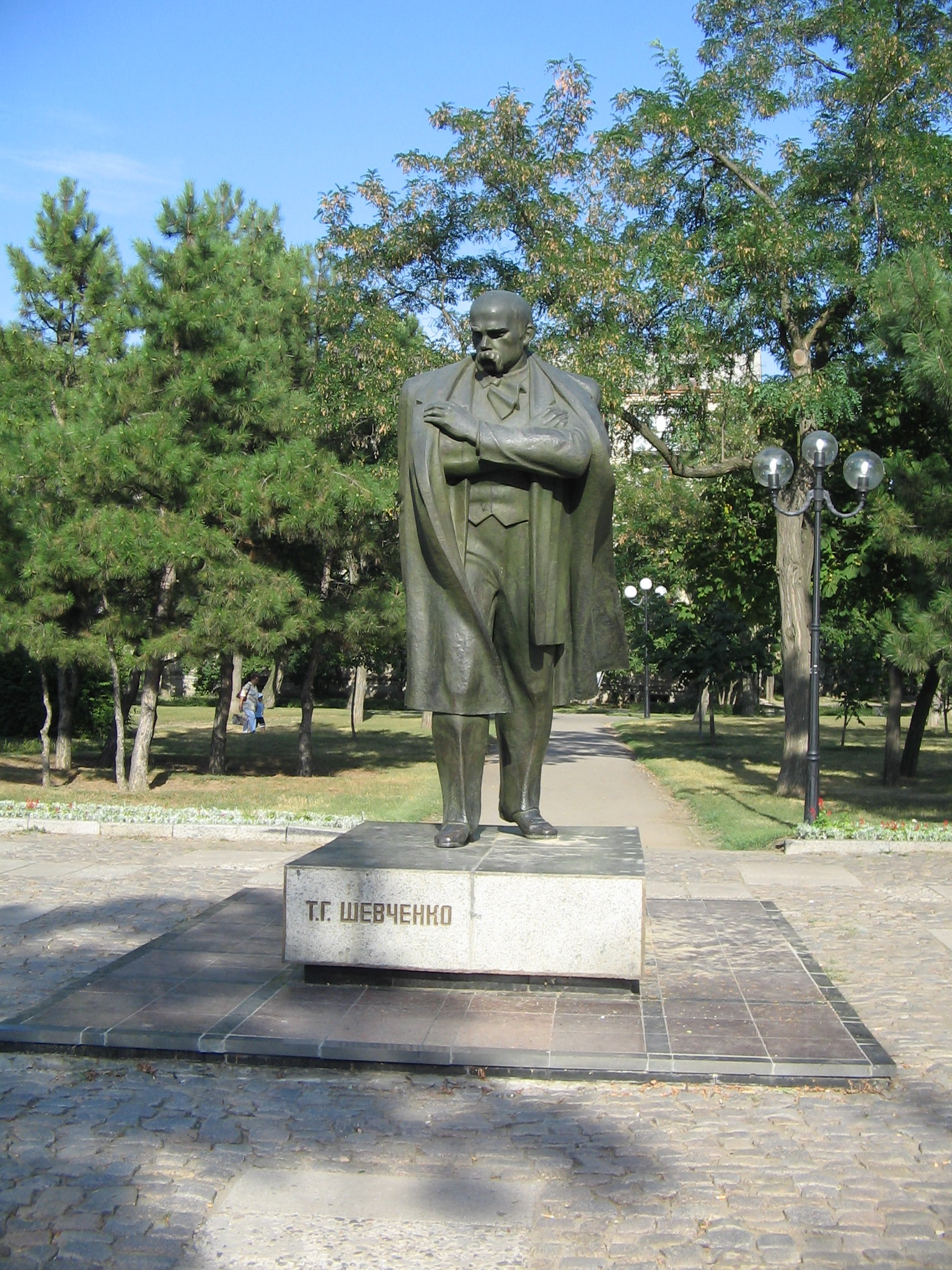
Памятник Шевченко в Николаеве
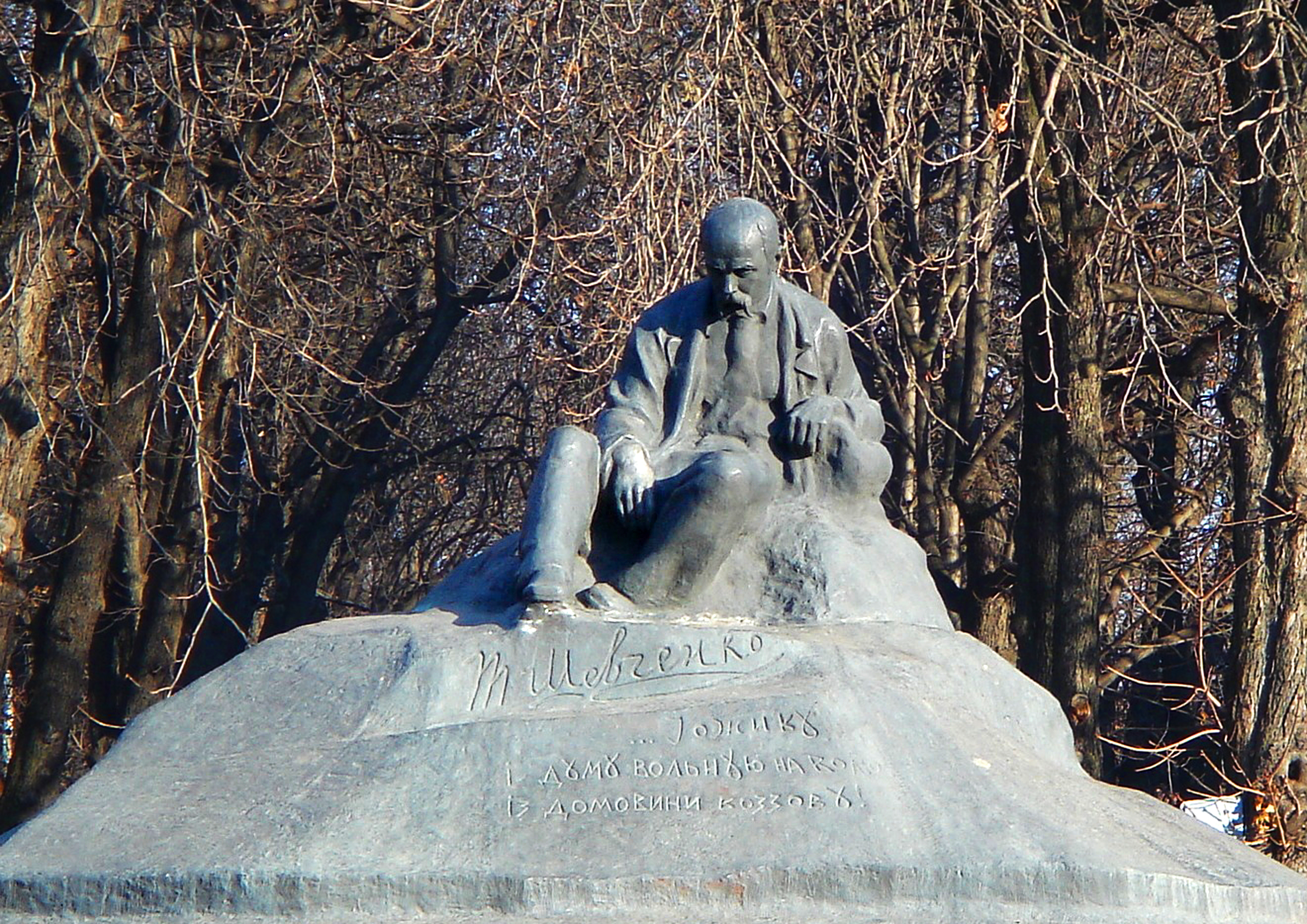
Памятник Шевченко в Ромнах
Памятник Шевченко в Василькове
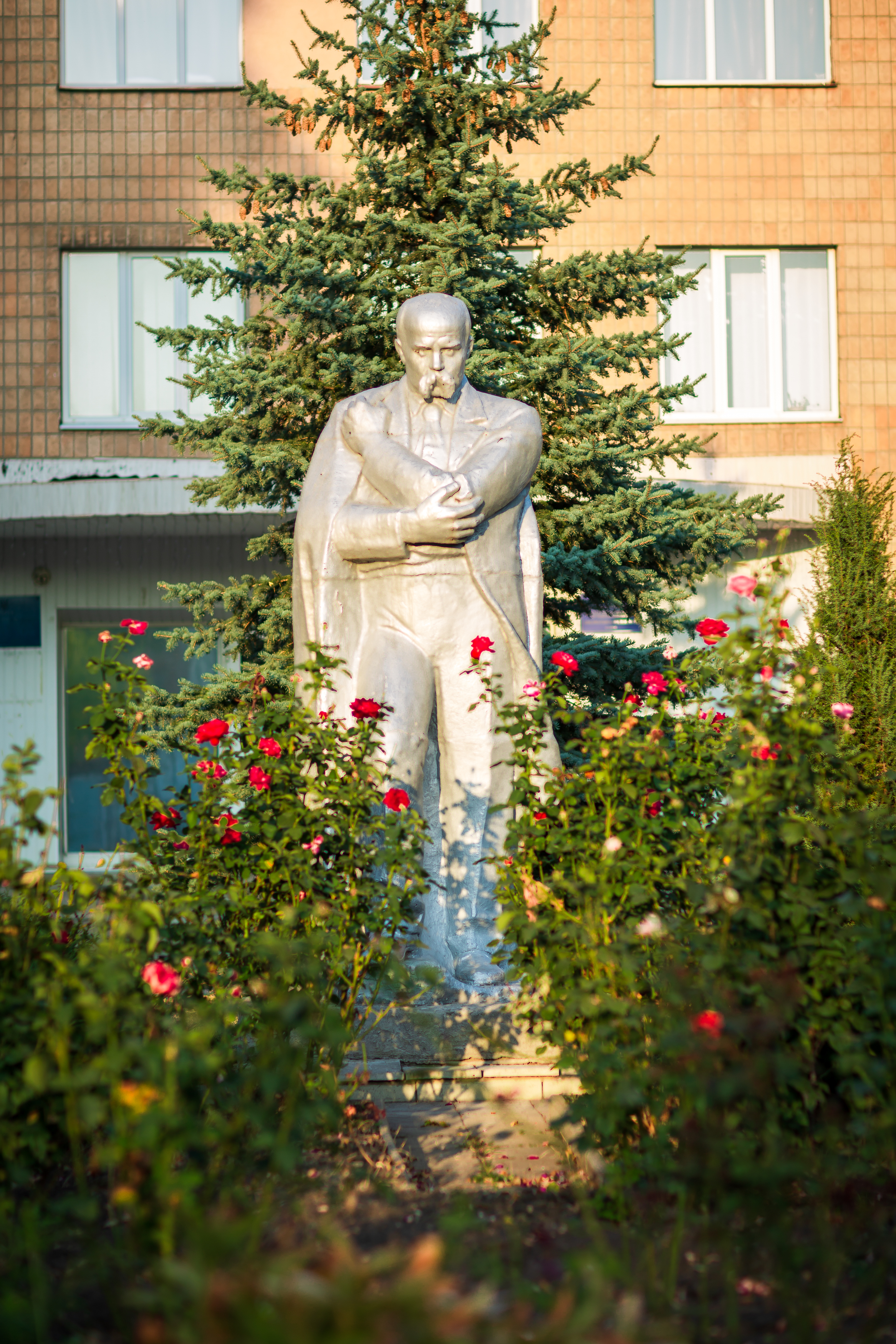
Памятник Шевченко в Кулиничах
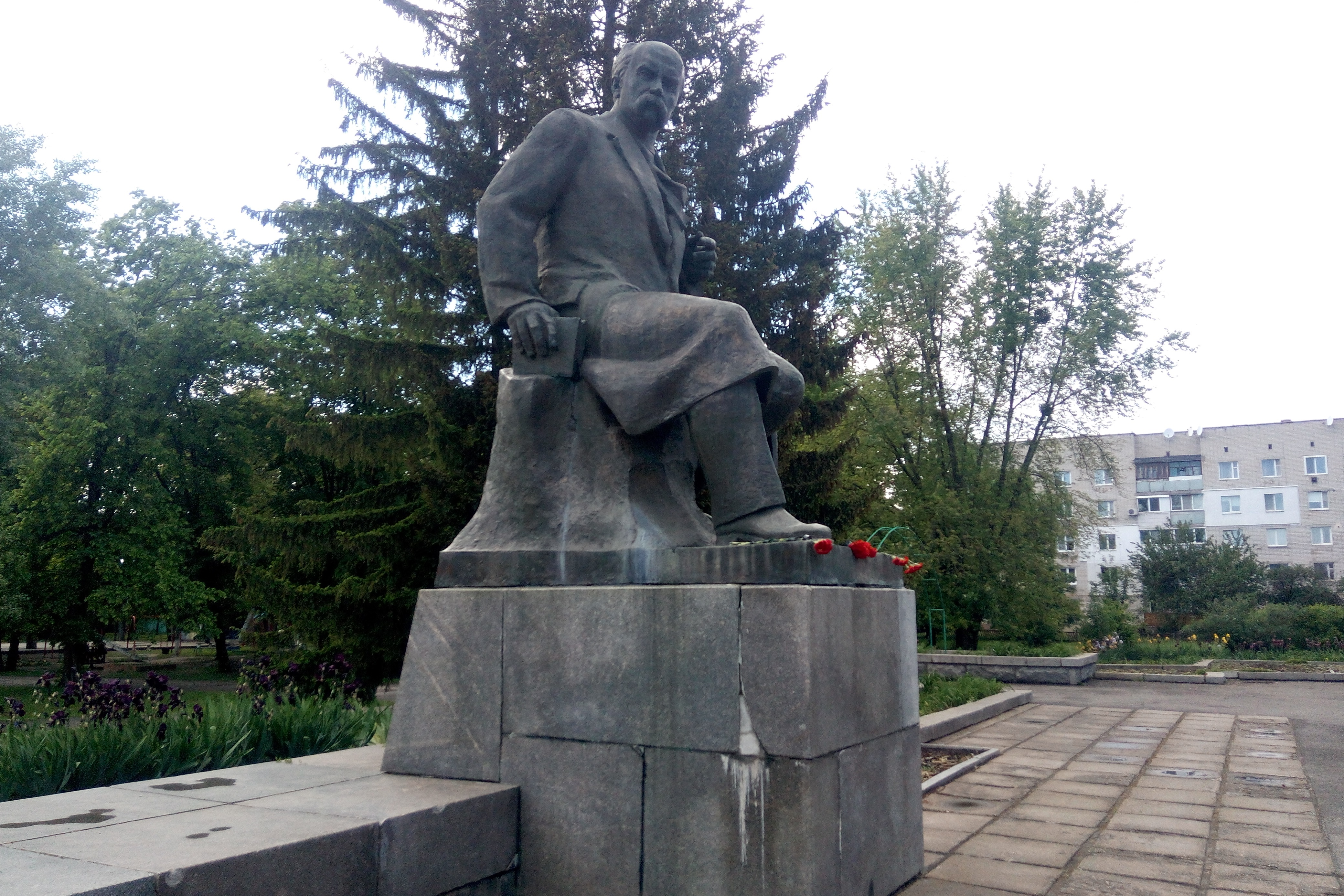
Памятник Шевченко в Золотоноше
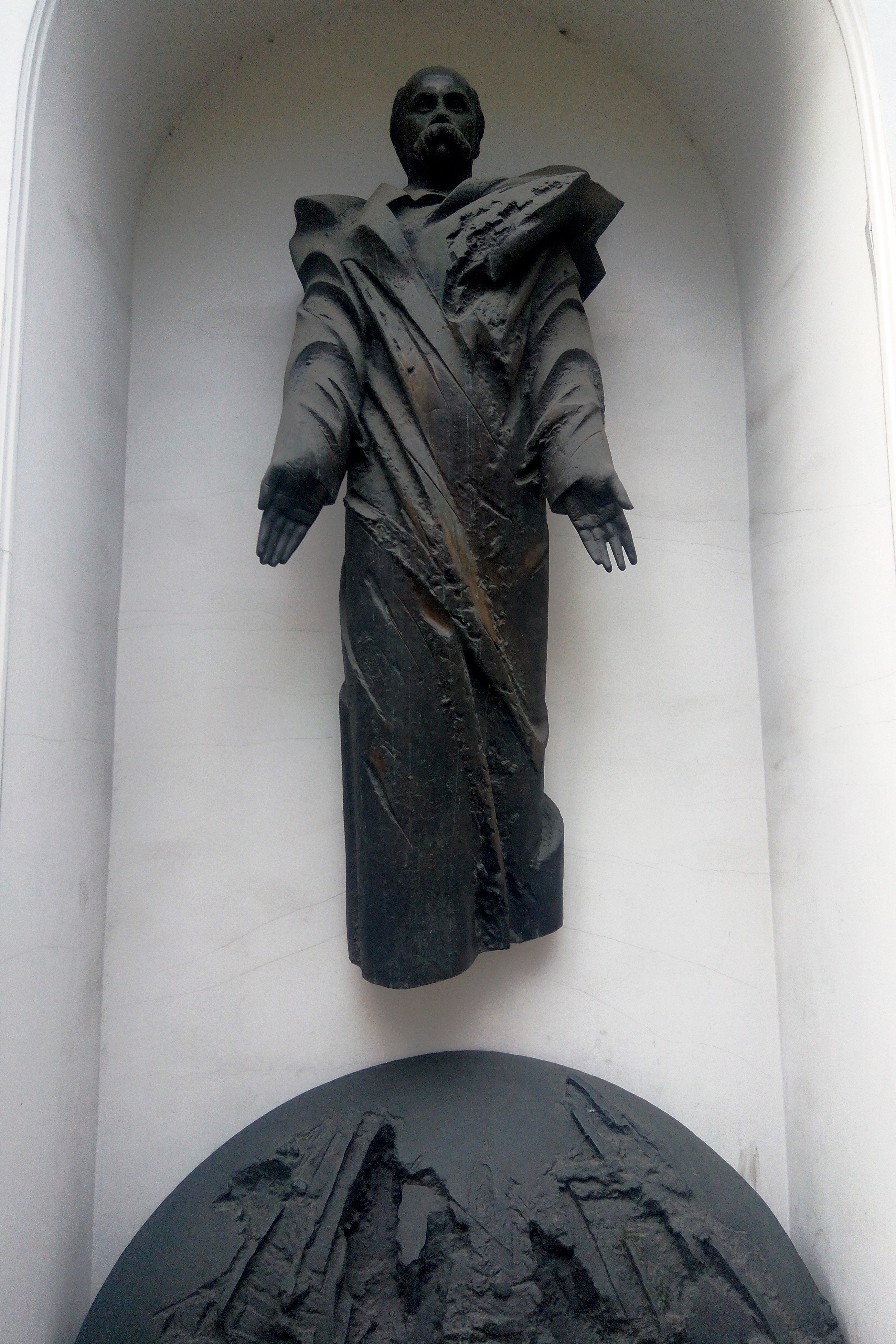
Памятник в нише фасада здания Национального музея Тараса Шевченко в Киеве
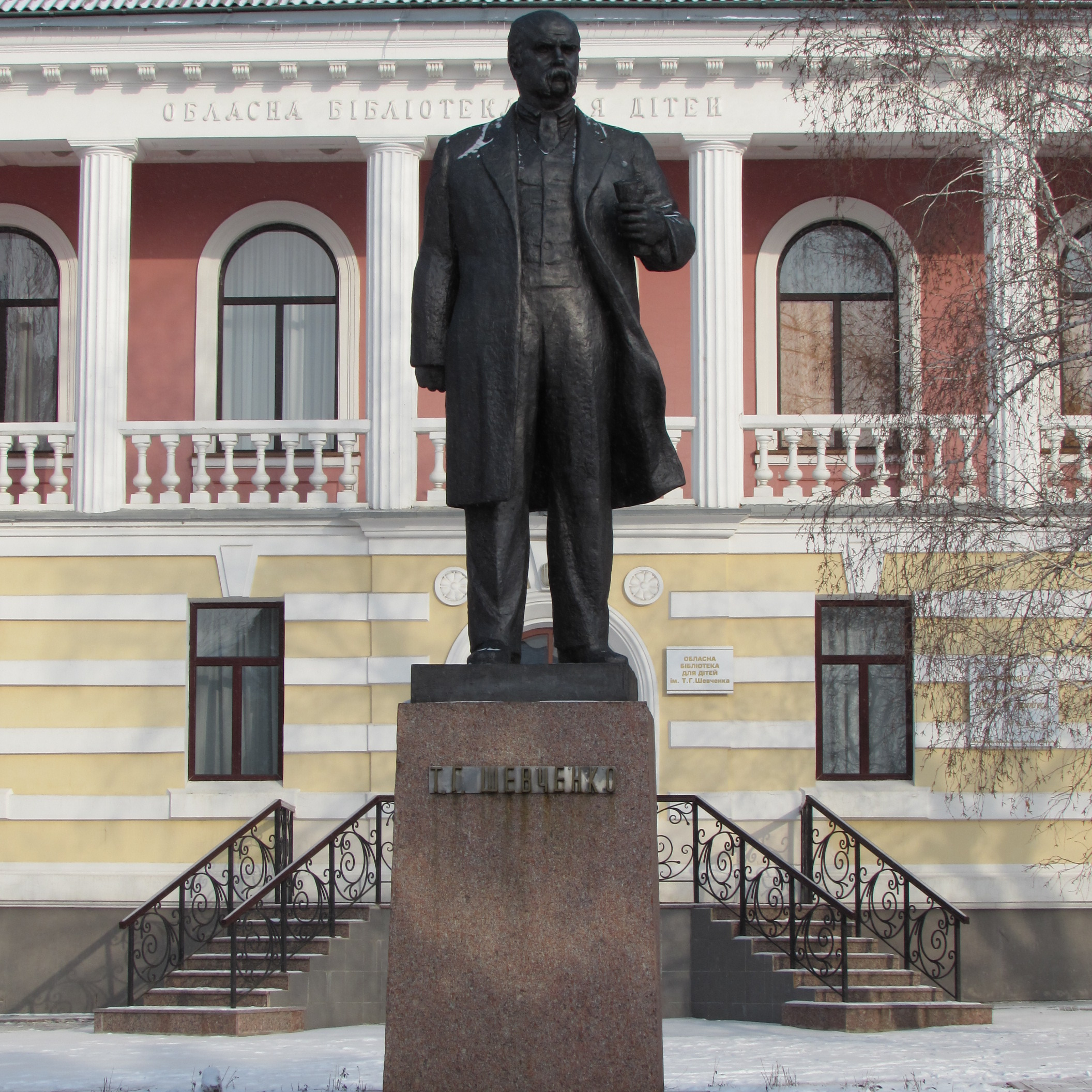
Памятник Шевченко в Кропивницком
Памятник Шевченко в Прилуках
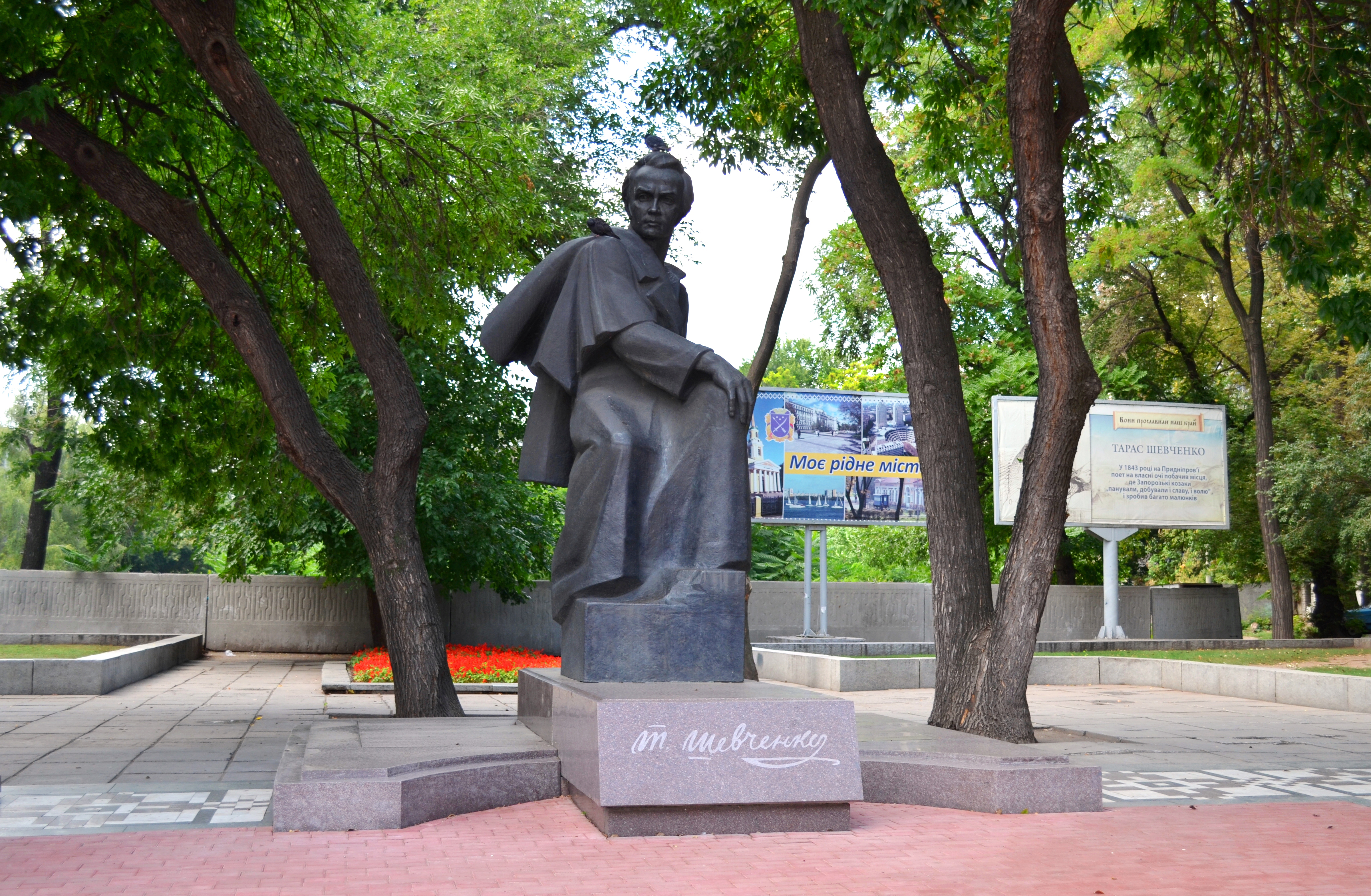
Памятник Шевченко в Днепре на улице Воскресенской
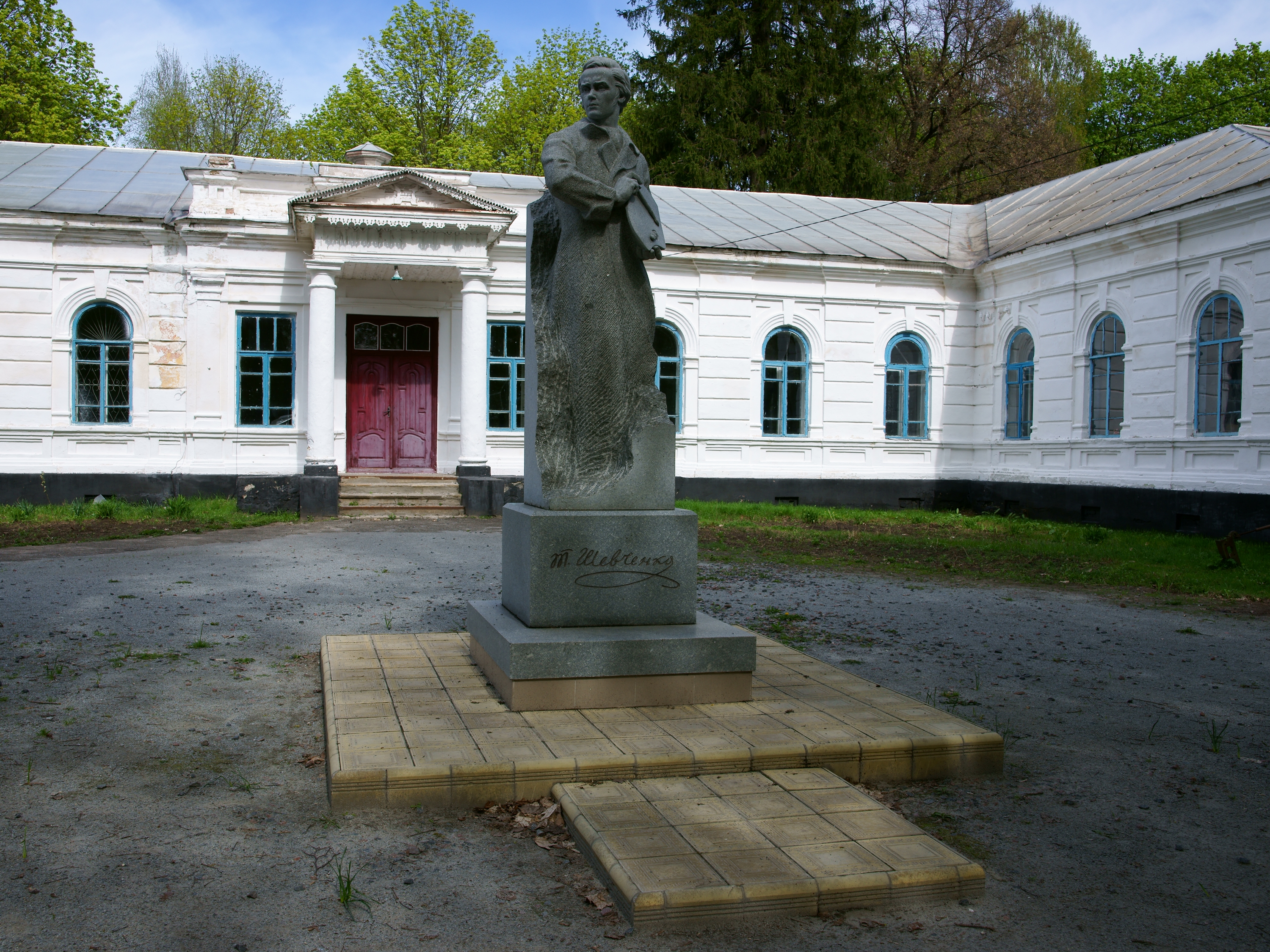
Памятник Шевченко на территории Усадьбы Лизогубов в Седневе
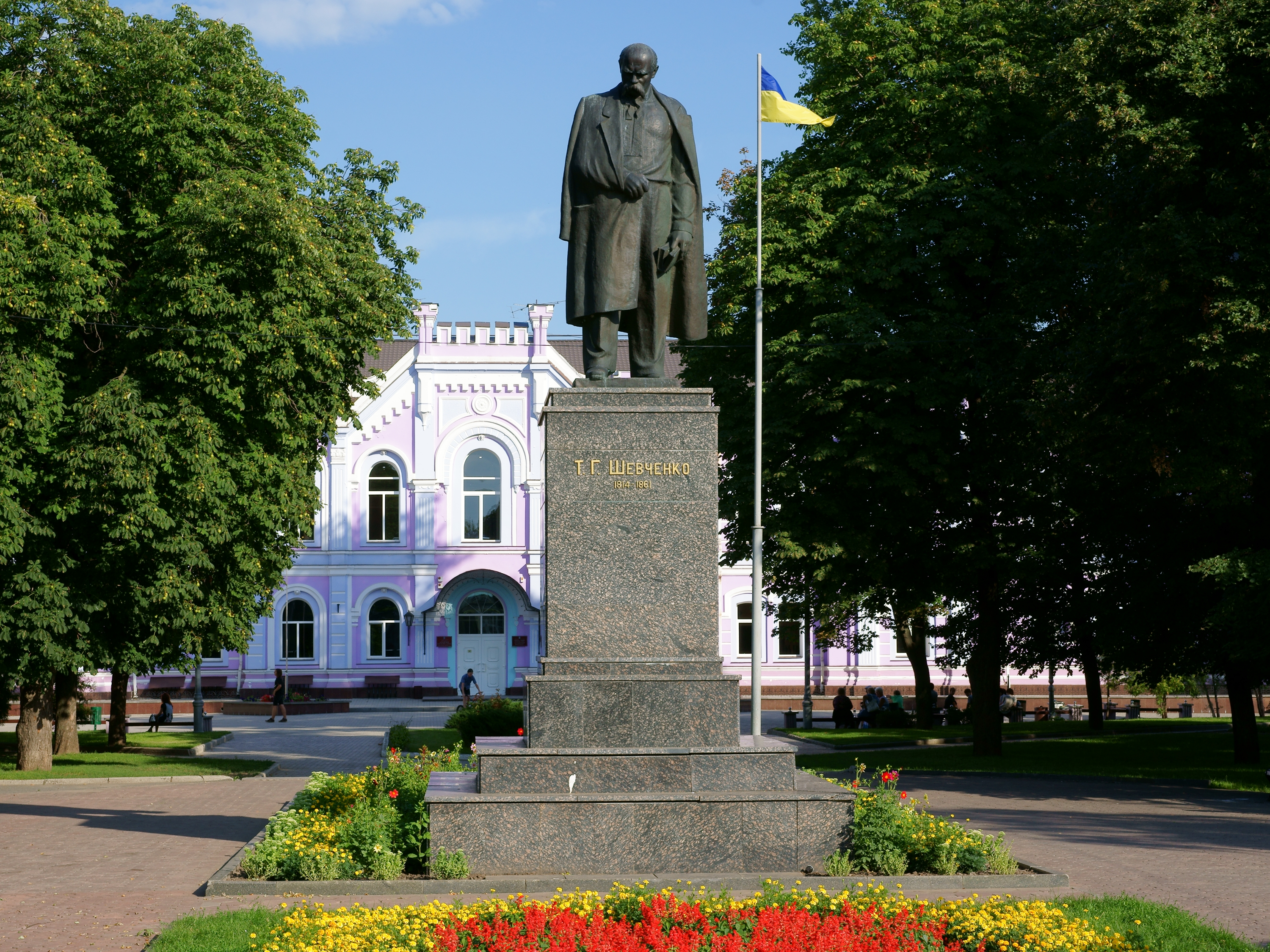
Памятник Шевченко в Сумах

## Россия
|  | Памятник                                   | Фото | Краткие сведения |
|  | ------------------------------------------ | ---- | --- |
|  | Памятник Тарасу Шевченко (Москва)          |      | Памятник установлен в центре города, на набережной реки Москвы рядом с гостиницей «Украина» (Кутузовский проспект, 2/1). Авторами памятника является группа скульпторов в составе Михаила Грицюка, Юлия Синькевича и Анатолия Фуженко. Монумент был торжественно открыт 10 июня 1964 года по инициативе Никиты Хрущёва. После реставрации был возвращён на прежнее место 7 марта 2014 года. |
|  | Памятник Тарасу Шевченко (Санкт-Петербург) |      | Первый памятник Т. Шевченко в Петрограде был сооружён в 1918 году по проекту латвийского скульптора Яниса Тилберга в рамках плана монументальной пропаганды. Памятник был поставлен на Кронверкском проспекте, однако, выполненный из непрочного материала (гипса), просуществовал до 1926 года. 22 декабря 2000 года в присутствии президента РФ В. В. Путина и президента Украины Л. Д. Кучмы был открыт памятник великому украинскому поэту Т. Г. Шевченко. Автор памятника — канадский скульптор украинского происхождения Лео Мол. Появление подобного монумента в Санкт-Петербурге далеко не случайно, ведь жизнь поэта тесно связана с Петербургом, начиная от обучения в Академии художеств и университете и заканчивая его смертью. |
|  | Памятник Тарасу Шевченко (Краснодар)       |      | Памятник украинскому поэту Тарасу Шевченко, открыт в 1980 году в Краснодаре на пересечении улицы, названной в его честь, с одной из главных транспортных артерий города. Является произведением Шмагуна Ивана Петровича — известного скульптора-монументалиста, к работам которого относится не только бюст Т. Г. Шевченко на пересечении ул. Ставропольской и ул. Шевченко, но и многие другие монументы в Краснодаре и др. городах. Бюст — объект культурного наследия Российской Федерации. |
|  | Памятник Тарасу Шевченко (Орск)            |      | Памятник Т. Г. Шевченко воздвигнут 17 августа 1959 года в центральной части города Орска на одноимённой площади в память о пребывании украинского поэта в Орской крепости. Скульптор — Л. М. Писаревский, архитектор — Н. К. Габелко. |
|  | Памятник Тарасу Шевченко (Шахты)           |      | Первый памятник Шевченко в г. Шахты был установлен в 1970 году, однако позднее бесследно пропал. После обращения инициативной группы горожан, при поддержке местных властей бюст украинского поэта был восстановлен; располагается у входа в городской парк возле краеведческого музея, на улице, названной в честь поэта. На открытии памятника глава города Шахты Ростовской области Денис Станиславов подчеркнул, что Шевченко — украинский поэт, но его творчество принадлежит и всей России |
|  | Памятник Тарасу Шевченко (Астрахань)       |      | Бюст, отлитый в Челябинской области по традициям каслинского литья, установлен на территории школы № 4, которой в прошлом году вернули имя поэта. Высота памятника — 80 см, ширина — 60 см. Его открытие произошло в рамках празднования 200-летия со дня рождения Тараса Шевченко. Как подчеркнула директор учебного заведения, в планах — открыть музей имени Шевченко и организовать факультативы по изучению украинского языка и украинской культуры. Преподавателя, который владеет украинским языком, уже нашли. |
|  | Памятник Тарасу Шевченко (Новосибирск)     |      | Памятник украинскому поэту и художнику Тарасу Шевченко открыт 29 сентября 2015 года в Новосибирска на улице, носящей его имя. Представляет собой гранитный постамент высотой в два с половиной метра, на котором установлен бронзовый бюст Тараса Шевченко. В левой руке поэт держит книгу, а ладонь его правой руки лежит на груди в области сердца. За памятником посадили отросток шевченковской вербы, которую Тарас Шевченко посадил, когда был в ссылке на полуострове Мангышлак в Казахстане. |

## Крым
|  | Памятник                               | Фото | Краткие сведения |
|  | -------------------------------------- | ---- | --- |
|  | Памятник Тарасу Шевченко (Севастополь) |      | Памятник был установлен 24 августа 2003 г., в очередную годовщину Независимости Украины. Авторы: львовские скульпторы: Василий Павлович и Владимир Васильевич Одреховские. Автор постамента — севастопольский архитектор Георгий Саркисович Григорьянц.                                                                |
|  | Памятник Тарасу Шевченко (Симферополь) |      | Памятник украинскому поэту и художнику Т. Г. Шевченко установлен в 1997 году у входа в парк, по улице Севастопольской. Он был передан в дар Симферополю от города Калуш Ивано-Франковской области. За внешний вид, цвет и своеобразные пропорции бюста и постамента памятник у симферопольцев имеет прозвище «Спичка». |
|  | Памятник Тарасу Шевченко (Евпатория)   |      | Памятник Тараса Шевченко был установлен в 2003 году. Скульптура Кобзаря расположена на углу улицы Шевченко и проспекта Ленина. Фигура украинского писателя изготовлена из материала, тонированного под бронзу. Автор памятника: Алексей Шмаков из Евпатории.                                                           |

## Государства ближнего и дальнего зарубежья
| Государство  | Памятник | Фото | Краткие сведения |
| ------------ | --- | ---- | --- |
| Австралия    | Памятник Тарасу Шевченко (Канберра) |      | Названием памятника — «Шевченковы думы». Автор — Анатолий Валиев. Памятник является подарком Киевской городской государственной администрации от Украины для украинской диаспоры в Австралии в 1999 году, установленный в 2005 году. |
| Азербайджан  | Памятник Тарасу Шевченко (Баку) Памятник Тарасу Шевченко (Загатала) |      | В июне 2008 был открыт памятник Т. Г. Шевченко в одном из центральных районов столицы Азербайджана президентами Украины и Азербайджана, а также мемориальная доска на фасаде дома в центральной части Баку, где в 1919—1920 г.г. была расположена Особая дипломатическая миссия Украинской Народной Республики. Открытие состоялось в рамках официального визита президента Украины В. А. Ющенко в Азербайджан, в церемонии также участвовал президент Азербайджана Ильхам Алиев. |
| Аргентина    | Памятник Тарасу Шевченко (Буэнос-Айрес) |      | Памятник Тарасу Шевченко в Буэнос-Айресе открыт в 1971 году по заказу Украинского Общества Аргентины. |
| Армения      | Памятник Тарасу Шевченко (Ереван) |      | В апреле 2014 года в столице Армении Ереване в школе имени Т. Г. Шевченко состоялось торжественное открытие зала-музея имени Т. Г. Шевченко. В этом мероприятии приняли участие министр образования и науки Армении А. Г. Ашотян, префект центрального округа Еревана А. А. Садоян, представители украинской общины и посольства Украины в Армении и другие. В своем обращении к участникам торжества министр образования и науки Армении А. Г. Ашотян отметил, чтооткрытие зала-музея имени Т.Г.Шевченко, 200-летие со дня рождения которого широко отмечается во всем мире, в частности в Армении, является свидетельством братских отношений между народами Украины и Армении, которые имеют многовековую историю |
| Беларусь     | Памятник Тарасу Шевченко (Минск) Памятник Тарасу Шевченко (Брест) Памятник Тарасу Шевченко (Могилёв) Памятник Тарасу Шевченко (Слуцк)                                                                               |      | Памятник Тарасу Шевченко в белорусской столице расположен в Степановском саду, рядом с Посольством Украины в Республике Беларусь. Авторы памятника — украинский скульптор Виктор Липовка и белорусский архитектор Виктор Крамаренко. Памятник является подарком Киева и торжественно открыт 23 апреля 2002 во время Дней Киева в Минске. Позднее были открыты памятники в Бресте, Гомеле, Могилёве, Слуцке. |
| Беларусь     | Памятник Тарасу Шевченко (Гомель) |      | Памятник Тарасу Шевченко был открыт в год его 190-летия — 25 мая 2004 года. Сквер Т. Г. Шевченко у здания кинотеатра «Октябрь» (Гомель, ул. Барыкина, 127) |
| Болгария     | Памятник Тарасу Шевченко (София) |      | 22 мая 2009 года в Софии открыт памятник Шевченко. Скульптор — Игорь Гречаник |
| Бразилия     | Памятник Тарасу Шевченко (Куритаба) |      | В Бразилии, где проживают компактные группы украинских эмигрантов и их потомков, в том числе в штате Парана установлено четыре памятника Т. Г. Шевченко — в городах Прудентополис, Куритибе, Порту-Алегри и Униао-да-Витория (2015). Памятник Т. Г. Шевченко в Куритибе — бронзовая фигура поэта в полный рост на гранитном постаменте, установлен 29 октября 1967. Автор — скульптор Шарль Андре. |
| Венгрия      | Памятник Тарасу Шевченко (Будапешт) Памятник Тарасу Шевченко (Залаэгерсег) |      | Памятник открыт 11 июля 2007 в Будапеште. В открытии приняли участие Президент Украины Виктор Ющенко и Президент Венгрии Ласло Шойом с супругами. Также в церемонии открытия приняли участие представители Государственного самоуправления украинцев Венгрии и Европейского конгресса украинцев. Установлен памятник в сквере греко-католической церкви на правом берегу Дуная напротив МИД Венгрии. Автор памятника — Иван Микитюк, член Национального союза художников Украины, профессор Львовской академии искусств, заслуженный деятель искусств Украины. Памятник отлит из бронзы, общая высота — 3 метра. |
| Греция       | Памятник Тарасу Шевченко (Афины) |      | Во 2-й половине 2000-х годов с перерывом практически ровно в 4 года состоялось установление и торжественное открытие сразу 2 памятникам Тарасу Шевченко: - Впервые в столице Греции Афинах открытия памятника Тарасу Шевченко состоялось в рамках Дней Украины в Греции и было приурочено к 192-й годовщине со дня рождения Кобзаря (9 марта 2006 года). - 6 марта 2010 в афинском пригороде Зографу открыли памятник Тарасу Шевченко. Памятник Кобзарю построен на средства меценатов. В 2014 году памятник открыт в городе Мандра. |
| Грузия       | Памятник Тарасу Шевченко (Тбилиси) |      | Памятник открыт 2 марта 2007 года. В открытии приняли участие Президент Украины Виктор Ющенко, который находился с официальным визитом в Грузии и Президент Грузии Михаил Саакашвили. Главы государств заложили в фундамент памятника капсулу с землей из села Моринцы Черкасской области, где родился Тарас Шевченко. Памятник, привезённый с родины поэта, был установлен в парке на Проспекте Петра Меликишвили. Монумент изображает сидящего на большом камне Шевченко с серьёзной думой на лице. Размеры и расположение памятника продуманы так, что подходящий к нему человек ощущает взгляд писателя, устремленный на него сверху вниз. |
| Дания        | Памятник Тарасу Шевченко (Копенгаген) |      | 24 сентября 2010 г. в датской столице состоялось торжественное открытие бюста украинского поэта Тараса Шевченко. Бюст поэту находится в одном из центральных парков Копенгагена — в парке Østre Anlæg, на берегу канала и место его расположения отдалённо напоминает берег Днепра. Бюст поэту в этом парке не является единственным. Здесь уже установлены памятники двум датским поэтам. В этой связи представитель мэрии Копенгагена, выступая на церемонии открытия, сказал, что, возможно в будущем, этот парк назовут «Парком поэтов». Открытый в Копенгагене памятник «Кобзарю» на данный момент считается единственным в Северной Европе. |
| Италия       | Памятник Тарасу Шевченко (Рим) |      | Рим. Оригинальный памятник, где Т. Г. Шевченко изображен в роли римского патриция, торжественно открыт в 1973 году перед греко-католическим собором Святой Софии; автор — итальянский скульптор В. Мацей. |
| Казахстан    | Памятник Тарасу Шевченко (Алматы) Памятник Тарасу Шевченко (Актау) Памятник Тарасу Шевченко (Форт-Шевченко) Памятник Тарасу Шевченко (Карабутак)                                                                    |      | Памятник украинскому поэту Тарасу Шевченко в Алматы расположен на пересечении проспекта Достык и улицы Шевченко. Выполнен из гранита, который был добыт на Украине — в Житомирской области. Открыт в честь 9-й годовщины Независимости Украины по инициативе украинского посольства в Казахстане и алматинского акимата. У памятника часто собираются этнические украинцы, проживающие в Алматы, которые проводят здесь памятные мероприятия и творческие вечера. Выполнен в виде волны, из которой выступает голова поэта. Памятник, установленный в Актау, интересен тем, что Тараса Шевченко изобразили именно в том возрасте, в котором он отбывал здесь ссылку. Примерно такой же памятник, правда, чуть поменьше, стоит в музее г. Форт-Шевченко. Когда-то по дороге на пустынный полуостров он подобрал в Гурьеве (ныне Атырау) ветку вербы, которую посадил уже здесь, на Мангышлаке, поэтому у обоих памятников посажены вербы и ивы. В городе Форт-Шевченко до сих пор сохранился сад, часть деревьев в нём были высажены руками Т. Шевченко |
| Канада       | Памятник Тарасу Шевченко (Оттава) Памятник Тарасу Шевченко (Виннипег) Памятник Тарасу Шевченко (Вайта) Памятник Тарасу Шевченко (Оквилл)                                                                            |      | Памятник в Оттаве изображает поэта в полный рост в окружении персонажей его произведений. Тарас Шевченко одет в длинный плащ с накидкой — в этой одежде он изображён на многих своих прижизненных портретах. В левой руке Шевченко держит палитру и три кисточки. Памятник является последней крупномасштабной работой скульптора Лео Мола (настоящее имя — Леонид Григорьевич Молодожанин), урождённого украинца и гражданина Канады. |
| Китай        | Памятник Тарасу Шевченко (Пекин) |      | 8 августа 2008 года в Пекине в парке Чаоян открыт памятник Шевченко, единственный не только в Китае, но и во всём азиатско-тихоокеанском регионе. Скульптор — Юань Сикунь |
| Куба         | Памятник Тарасу Шевченко (Гавана) |      | В апреле 1999 года в столице Кубы городе Гаване состоялось торжественное открытие памятника Т. Г. Шевченко |
| Латвия       | Памятник Тарасу Шевченко (Рига) |      | 06.11.2015 года, в рамках рабочего визита в Латвию, премьер-министр Украины Арсений Яценюк и глава латвийского правительства Латвии Страуюма открыли в Риге памятник Тарасу Шевченко, который изображает молодого «Кобзаря» в 23-летнем возрасте. Памятник открыт благодаря украинской общине в Латвии. |
| Литва        | Памятник Тарасу Шевченко (Вильнюс) |      | В сентябре 2011 года в столице Литвы городе Вильнюсе состоялось торжественное открытие памятника Т. Г. Шевченко. |
| Македония    | Памятник Тарасу Шевченко (Скопье) |      | 20 мая 2009 года в столице Республики Македония был торжественно открыт памятник Т. Г. Шевченко, который был установлен в центральном парке города Скопье, расположенном напротив национального парламента республики. Бюст создал известный македонский скульптор, академик Том Серафимовский, представитель академической школы известного хорватского скульптора Ивана Мештровича. Посол Украины в Республике Македония отметил, что:Это инициатива государственных структур нашей страны, общественных организаций и тех, кто прилагает усилия по развитию добрых украино-македонских отношений. Памятник Тарасу Шевченко станет центром объединения украинского общества в Македонии. |
| Молдова      | Памятник Тарасу Шевченко (Кишинёв) Памятник Тарасу Шевченко (Бельцы) Памятник Тарасу Шевченко (Тирасполь) |      | Установлен в 2006 году. Автор — скульптор Петр Герман, уроженец Украины. Архитектор — Ю. Халупняк. Это бронзовый бюст на пьедестале из красного гранита, напоминающего по форме кафедру, на которой начертана раскрытая книга и палитра, а основание украшает украинский орнамент. |
| Парагвай     | Памятник Тарасу Шевченко (Энкарнасьон) |      | Бюст Тарасу Шевченко открыт во время проведения Недели украинского искусства и культуры в Энкарнасьоне 15 ноября 1976 года. Президент Альфредо Стресснере открывал бюст на площади Плаза де Армас в присутствии гостей не только из Парагвая, а также из украинских обществ Аргентины, Бразилии, США и Канады. Важную роль в проведении Недели и открытии бюста сыграла организация «Просвита». На пьедестале написано: «Величайший поэт и национальный пророк Украины». |
| Польша       | Памятник Тарасу Шевченко (Варшава) |      | Памятник Тарасу Шевченко в Варшаве открыт при участии министров иностранных дел Украины и Польши 13 марта 2002 года в сквере, названном его именем. Инвестор — объединение украинцев в Польше во главе с Мирославом Кертичак. Автор скульптуры — украинский скульптор Анатолий Кущ, автор пьедестала — польский архитектор Бальтазар Брукальский. |
| Румыния      | Памятник Тарасу Шевченко (Бухарест) Памятник Тарасу Шевченко (Сигету Мармацией) |      | Бухарест. Считается, что памятник Тарасу Шевченко в одном из центральных парков румынской столицы города Бухареста, открытый в 1952 году, был первым памятником украинскому Кобзарю в европейской стране за пределами Украины. Позднее, в 1998 году, в Бухаресте, в парке Херэстрэу открыт новый памятник Шевченко работы известного скульптора Геннадия Ершова. Сигету Мармацией. В румынском городе Сигету Мармацией в октябре 2016 г. открыли памятник Тарасу Шевченко. В церемонии открытия принял участие министр иностранных дел Украины Павел Климкин. Памятник сооружён за счёт Союза украинцев Румынии. |
| Словакия     | Памятник Тарасу Шевченко (Братислава) |      | Бюст Т. Г. Шевченко работы словацкого скульптора А. Бенце открыт в 1990 году. |
| США          | Мемориал Тараса Шевченко (Вашингтон) Памятник Тарасу Шевченко (Кливленд) Памятник Тарасу Шевченко (Монро) Памятник Тарасу Шевченко (Сиракьюс) Памятник Тарасу Шевченко (Кергонксон) Памятник Тарасу Шевченко (Трой) |      | Мемориал Тараса Шевченко в Вашингтоне — исторический монумент, находящийся в 2200-м квартале на П-стрит в районе Дюпонт-сёркл в Вашингтоне, округ Колумбия, США. Мемориал представляет собой бронзовую статую на постаменте, рядом с которым располагается памятная стела с рельефом. Скульптором является украинский канадец Лео Мол, оказавшийся автором одного из двух монументов, посвящённых истории Украины в столице США. Вторым стал мемориал памяти жертв голода 1932—1933 годов. Мемориал Тараса Шевченко и окружающий его парк находятся в ведении федерального правительства США. |
| Туркменистан | Памятник Тарасу Шевченко (Ашхабад) |      | В 1926 году в Ашхабаде был установлен памятник украинскому поэту Тарасу Шевченко — один из старейших в Ашхабаде. В 1948 году во время Ашхабадского землетрясения монумент был разрушен и вновь был открыт 24 марта 1972 года в дни проведения культуры Украины в Туркменистане (скульптор — Михаил Лысенко). В 2009 году памятник был отреставрирован и перенесён на более удобное место. Сегодня памятник Тарасу Шевченко служит местом регулярных мероприятий, проводимым Посольством Украины в Туркменистане. Улица, находящаяся рядом, также носит имя Шевченко. |
| Узбекистан   | Памятник Тарасу Шевченко (Ташкент) Памятник Тарасу Шевченко (Зарафшан) Памятник Тарасу Шевченко (Навои) |      | В октябре 2000 года, во время официального визита в Узбекистан Президента Украины Леонида Кучмы, им совместно с Президентом Узбекистана Исламом Каримовым был заложен памятный камень на месте установки будущего памятника украинскому поэту. Через два года 20 декабря 2002 года Леонид Кучма торжественно открыл памятник Тарасу Шевченко в Ташкенте, работы ташкентского скульптора Леонида Григорьевича Рябцева. Памятник установлен на улице, носящей имя Тараса Шевченко. Этот район города восстанавливался после ташкентского землетрясения, в том числе и рабочими, приехавшими из Украинской ССР. На этой улице, также, расположена школа № 110, носящая имя Т. Г. Шевченко, построенная по проекту украинского архитектора И. Ю. Каракиса. На стене одного из школьных строений находится большое мозаичное панно работы художника В. Куткина, на котором изображён Тарас Шевченко с кобзой в руках. Памятник установлен на площадке напротив панно, с которым удачно гармонирует.                                                         |
| Франция      | Памятник Тарасу Шевченко (Париж) Памятник Тарасу Шевченко (Тулуза) |      | Париж. Памятник торжественно открыт советским посольством в 1978 году на бульваре Сен-Жермен в скверике, который получил имя Т. Шевченко. Автор памятника-бюста — киевский скульптор М. Лысенко. В Киеве существует копия этого монумента — во дворе Национальной академии изобразительного искусства и архитектуры. Тулуза (город-побратим Киева). Памятник открыт 5 сентября 1971 года в районе Бельфонтен. Автор — французский скульптор А. Алас. Первый памятник поэту в Западной Европе. |
| Хорватия     | Памятник Тарасу Шевченко (Загреб) |      | 21 мая 2015 в столице Хорватии в парке неподалеку от улицы Украинской открыли памятник Тарасу Шевченко работы К. Добрянского. Церемонию открытия памятника провёл мэр Загреба Милан Бандич. Кроме него на торжественном открытии выступали бывший посол Республики Хорватии в Украине Джуро Видмарович, глава Всемирной координационного совета украинцев Михаил Ратушный, посол Украины в Республике Хорватии Александр Левченко, бывший президент Хорватии Степан Месич, представители культурных организаций. |
| Чехия        | Памятник Тарасу Шевченко (Прага) |      | 25 марта 2009 года в Праге на площади Кинских бывший президент Украины Виктор Ющенко в время хорового исполнения песни «Ревёт и стонет Днепр широкий» открыл памятник Тарасу Шевченко. |
| Черногория   | Памятник Тарасу Шевченко (Подгорица) |      | 9 декабря 2011 года был открыт памятник украинскому поэту Тарасу Шевченко в столице Черногории — Подгорице. Церемония открытия памятника состоялась в одном из центральных парков города. Выступая на церемонии бывший украинский премьер произнёс следующую речь:Открытие памятника Тарасу Шевченко в Подгорице является проявлением уважения к великому поэту не только со стороны украинского народа, но и народа Черногории |